# Jean-Paul Vesco

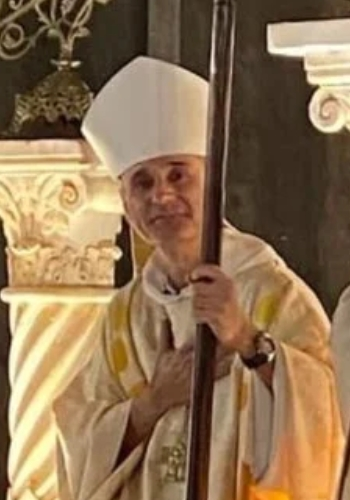
Erzbischof Jean-Paul Vesco (2022)

Kardinalswappen

Jean-Paul Kardinal Vesco OP (* 10. März 1962 in Lyon) ist ein französischer Ordensgeistlicher und römisch-katholischer Erzbischof von Algier.

## Leben
Jean-Paul Vesco studierte zunächst Rechtswissenschaften und war sieben Jahre lang als Rechtsanwalt in Paris tätig, bevor er 1995 in die Ordensgemeinschaft der Dominikaner eintrat und am 14. September 1996 seine Ordensprofess ablegte. Nach seiner theologischen Ausbildung empfing er am 24. Juni 2001 das Sakrament der Priesterweihe.
Nach einem Studium an der École biblique et archéologique française de Jérusalem, zog er nach Tlemcen in Algerien, um sechs Jahre nach der Ermordung von Pierre Claverie OP, dem damaligen Bischof von Oran, wieder eine dominikanische Niederlassung zu gründen. 2005 wurde er zum Generalvikar des Bistums Oran ernannt und 2007 zudem zum Ökonomen. Im Dezember 2010 wurde Vasco zum Provinzialprior der Dominikaner in Frankreich gewählt und musste Algerien verlassen, um sich in Paris niederzulassen.
Am 1. Dezember 2012 ernannte ihn Papst Benedikt XVI. zum Bischof von Oran. Der Erzbischof von Lyon, Philippe Kardinal Barbarin, spendete ihm am 25. Januar des folgenden Jahres die Bischofsweihe. Mitkonsekratoren waren der Erzbischof von Algier, Ghaleb Moussa Abdalla Bader, und sein Amtsvorgänger Alphonse Georger.
Papst Franziskus bestellte ihn am 27. Dezember 2021 zum Erzbischof von Algier. Die Amtseinführung erfolgte am 11. Februar 2022.
Papst Franziskus nahm ihn am 7. Dezember 2024 als Kardinalpriester in das Kardinalskollegium auf. Ihm wurde die Titelkirche Sacro Cuore di Gesù agonizzante a Vitinia zugewiesen. Die Besitzergreifung seiner Titelkirche fand am 18. Mai 2025 statt.
Am 11. Januar 2025 berief ihn der Papst zum Mitglied des Dikasteriums für den Interreligiösen Dialog. Kardinal Vesco nahm am Konklave 2025 teil, aus dem Papst Leo XIV. als neuer Pontifex hervorging.